# Bernhardinerkirche (Przeworsk)
Die Bernhardinerkirche (poln. Kościół Bernardynów) in Przeworsk ist eine katholische Kirche an der ul. Bernardyńska 22.

## Geschichte
Rafał Jakub Jarosławski holte 1461 die Bernhardiner nach Przeworsk, denen er eine Kirche und ein Kloster stiftete. Die Kirche wurde im Stil der Backsteingotik bis 1465 errichtet und der heiligen Barbara gewidmet. Die Mönche kamen wahrscheinlich aus Tarnów. Kloster und Kirche dienten auch als Wehrkirche und wurden von einer Mauer umgeben, die einer Belagerung 1498 standhielt. In den 1640er Jahren wurde der Innenraum barockisiert. Die Fresken schuf der Mönch Franciszek Lekszycki.

## Antonius-Kapelle
An der Nordseite des Kirchenschiffs befindet sich die Antonius-Kapelle, die von Eleuteriusz Kromczyński gestiftet und in den Jahren von 1753 bis 1757 nach dem Vorbild der Sigismundkapelle auf dem Krakauer Wawel gebaut wurde. Zuvor befand sich an dieser Stelle seit 1647 die Kapelle der Ordensbrüder, in der unter anderem Jan Szomowski 1668 bestattet worden war. Die Kapelle wurde ursprünglich für ein wundertätiges Jesusbild vorgesehen, das zuvor in den Kreuzgängen des Klosters hing. Von 1896 bis 1962 befand sich hier das wundertätige Bildnis der Przeworsker Madonna. 1962 wurde der Antonius-Altar in die Kapelle verlegt, der ihr ihren heutigen Namen verleiht.